# Cassie (album)
Cassie è il primo eponimo album in studio della cantante statunitense Cassie, pubblicato nel 2006.

## Tracce
1. Me & U (Ryan Leslie) – 3:13
2. Long Way 2 Go (Leslie, Cassie Ventura) – 3:40
3. About Time (Leslie, Y. Maroufi) – 3:33
4. Kiss Me (Leslie, Angela Beyincé, Vidal Davis, Garrett Hamler, Andre Harris) – 4:07
5. Call U Out (Leslie, B. Fletcher) – 3:32
6. Just One Nite (Leslie) – 4:06
7. Hope You're Behaving (Interlude) (Leslie, Ventura) – 0:36
8. Not with You (Leslie, Maroufi) – 3:17
9. Ditto (Leslie, C. Williams) – 3:34
10. What Do U Want (Leslie, Galadriel Masterson, Hopey Rock, Ventura) – 3:13
11. Miss Your Touch (Leslie, Chino Lewis) – 2:33

## Classifiche
| Classifica (2006) | Posizione raggiunta |
| ----------------- | ------------------- |
| Regno Unito       | 33                  |
| Stati Uniti       | 4                   |